# بولنهوسر دام
تقع مدرسة بولنهوسر دام في 92-94 بولنهوسر دام، وهو شارع في هامبورغ، ألمانيا. خلال الغارات الجوية الثقيلة، تم تدمير العديد من أجزاء هامبورغ، بما في ذلك قسم روتنبورغ، الذي تضرر بشدة.  المدرسة تضررت قليلا. بحلول عام 1943، تم طمس المنطقة المحيطة بها إلى حد كبير وبالتالي لم تعد هناك حاجة إلى المبنى كمدرسة. في أكتوبر 1944، تم إنشاء معسكر فرعي لمعسكر الاعتقال نوينجامي في المدرسة لإيواء السجناء الذين يستخدمون في إزالة الأنقاض بعد الغارات الجوية. تم إخلاء مدرسة بولنهوسر دام في 11 أبريل 1945. تم ترك رجلين من قوات الأمن الخاصة لحراسة المدرسة: SS أونترشارفورر Johann Frahm و SS اوباشافوهرر Ewald Jauch، والبواب فيلهلم ويد.